# どんでん館

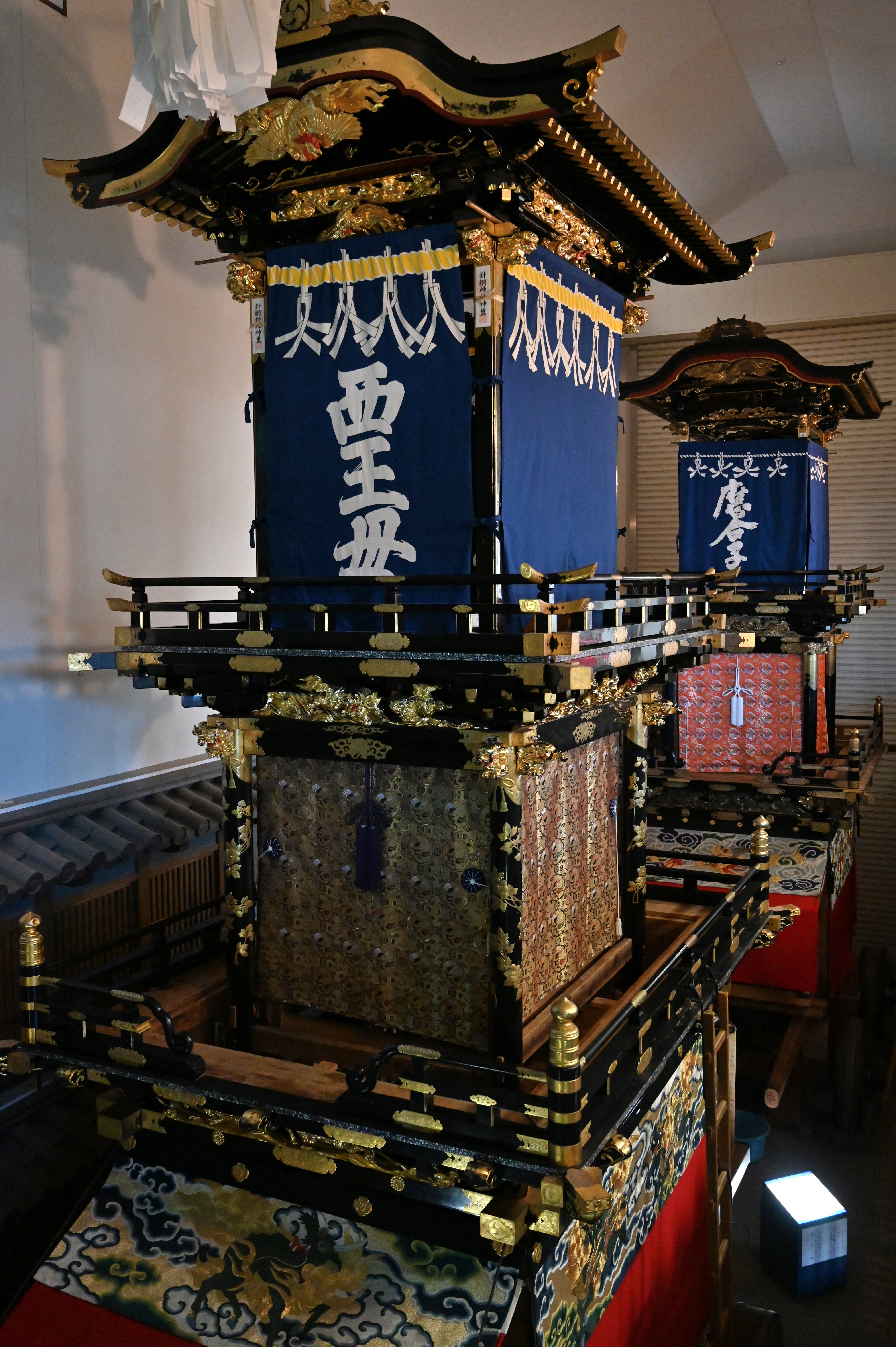
車山の展示

どんでん館（どんでんかん、DONDENKAN）は、愛知県犬山市にある町づくり拠点施設で、管理・運営は犬山市が行っている。

## 概要
2000年（平成12年）10月にオープン。名称の由来は、犬山祭の車山が城下町の辻で豪壮に180度方向転換する様を「どんでん」と呼んでおり、この言葉から名付けられた。施設内には愛知県有形民俗文化財である車山13両の内4両を展示している。建物は玄関を入ると和室があり、その横の土間が奥へと続いており城下町の町屋の造りを再現している。

## 施設

### 1階
- 玄関ホール
- 和室：20畳
- 展示ホール：実際に犬山祭で使用される車山が　下記の4両が展示されている。
  - 「西王母（せいおうぼ）」：中本町
  - 「應合子（おうごうし）」：下本町
  - 「壽老臺（じゅろうだい）」：鍛冶屋町
  - 「綘英（ほうえい）」：名栗町

### 2階
- 企画・展示室
  - 犬山の歴史、犬山祭の紹介など。
- 交流サロン
  - 犬山祭の巡行を再現した動く紙で出来たミニチュア模型の展示など。
- 活動室

## 開館時間および休館日
- 開館時間 - 9時〜17時（入館は16時30分迄）
- 休館日 - 12月29日〜12月31日
- 入館料 - 大人（高校生以上）：100円、団体：80円（30名以上）

## 交通アクセス
- 名鉄犬山線 犬山駅 下車。タクシーで約3分、徒歩約10分